# Alessia Barela
Alessia Barela (* 13. Juni 1974 in Chieti) ist eine italienische Schauspielerin, die seit Beginn ihrer Karriere Anfang der 1990er Jahre an über 30 Film- und Fernsehproduktionen beteiligt war. Ihr Film Sommerspiele (Giochi d’estate, 2011) wurde 2012 von der Schweiz als Kandidat für den Oscar in der Kategorie Bester fremdsprachiger Film vorgeschlagen, wurde jedoch nicht nominiert. Neben ihrer Tätigkeit als Schauspielerin schrieb Barela auch das Drehbuch für den Kurzfilm Nelle sue mani.

## Filmografie (Auswahl)
- 1991: Non è la Rai (Fernsehserie)
- 1998: Tutti gli uomini sono uguali (Fernseh-Mehrteiler)
- 1999: Lucignolo
- 2000: Zora la vampira
- 2000: Un anno in campagna
- 2002: Velocità massima
- 2003: Marcinelle (Fernsehfilm)
- 2003: Menschen in Rom (Gente di Roma)
- 2003: Past Perfect (Passato prossimo)
- 2004: Zorba il Buddha
- 2006: Lo stinco di natale (Kurzfilm)
- 2006: La tazza (Kurzfilm)
- 2007: Distretto di polizia (Fernsehserie)
- 2008: Terapia d'urgenza (Fernsehserie)
- 2009: Feisbum
- 2010: Diciottanni – Il mondo ai miei piedi
- 2011–2012: Tutti pazzi per amore (Fernsehserie)
- 2011: Fallo per papà
- 2011: Sommerspiele (Giochi d'estate)
- 2011: Nelle sue mani (Kurzfilm)
- 2011–2015: Kommissar Rex (Fernsehserie)
- 2011: Nelle sue mani (Kurzfilm, auch Drehbuch)
- 2012: Mr. Teddy
- 2013: Il venditore di medicine
- 2013: Viaggio sola
- 2013: Ultimo 4 – L'occhio del falco (Fernsehfilm)
- 2013: Il natale della mamma imperfetta (Fernsehfilm)
- 2013: Una mamma imperfetta (Fernsehserie)
- 2014: Tutta colpa di Freud
- 2015: Für immer eins (Io e lei)
- 2016: Il Ministro
- 2016: Sieben Tage voller Leidenschaft (Sette Giorni)
- 2017: Alice non lo sa
- 2017: The Red Door (La porta rossa, Fernsehserie)
- 2018–2022: Carlo & Malik (Nero a metà, Fernsehserie)
- 2023: Morgen ist auch noch ein Tag (C’è ancora domani)